# Rino Gritti
Rino Gritti (Verdello, 3 dicembre 1948 – Verdellino, 20 novembre 1983) è stato un calciatore italiano.

## Biografia
Colpito da mesotelioma pleurico, una malattia dei polmoni che solitamente colpisce i lavoratori dell'amianto, nel settembre 1982, Gritti si è poi spento nel novembre 1983 a 34 anni;  è sepolto nel cimitero di Verdellino.

## Caratteristiche tecniche
Mediano di contenimento, forte fisicamente, era dotato di un tiro dalla lunga distanza particolarmente potente.

## Carriera
Cresciuto nel Verdello, passa poi al Lecco, che dopo una stagione lo cede in prestito al Pavia, in Serie D, nella stagione 1968-1969. Qui disputa 24 partite, segnando tre gol. Tornato a Lecco, vi rimane per altre due stagioni divenendo titolare inamovibile e segnando sette reti in Serie C.
Nel 1971 passa alla Lazio, esplicitamente voluto da Tommaso Maestrelli, facendo il suo esordio in Serie B. Con i biancocelesti disputa diciassette partite andando a segno una volta, e a fine stagione ottiene la promozione in massima serie; realizza anche un gol in 7 partite di Coppa Italia, trafiggendo Dino Zoff con un calcio di punizione da 30 metri in occasione di Lazio-Napoli 3-0 del 28 giugno 1972.
Per la stagione successiva non viene riscattato dalla Lazio, e ritorna al Lecco neopromosso in B: qui gioca 24 partite andando a segno cinque volte. Nonostante ciò la squadra lombarda si classifica all'ultimo posto ed è costretta a ritornare in Serie C. Passa quindi alla Ternana, con cui Gritti disputa un altro campionato di Serie B, ancora da titolare: va a segno otto volte e a fine stagione gli umbri centrano la promozione in Serie A. Debutta nella massima serie il 6 ottobre 1974, nella sconfitta interna contro la Fiorentina, e disputa 22 partite e segna 2 gol, ma la Ternana retrocede e Gritti si trasferisce all'Avellino. In Irpinia disputa due stagioni, entrambe nella serie cadetta.
Nel mercato autunnale del 1977 scende di categoria, passando al Piacenza, in Serie C. Realizza 7 reti nella prima stagione e 8 nella seconda, nella quale diventa capitano della formazione emiliana. Rimane al Piacenza fino all'estate 1980, quando passa al Riccione in cambio di Andrea Maiani, e poi chiude la carriera nel Ponte San Pietro
In carriera ha totalizzato complessivamente 22 presenze e 2 reti in Serie A e 142 presenze e 22 reti in Serie B.